# Paolo Frascatore
Paolo Frascatore (Rome, 4 januari 1992) is een Italiaans voetballer die doorgaans speelt als linksback. In januari 2024 verruilde hij Turris voor Avellino.

## Clubcarrière
Frascatore werd geboren in Rome en koos al vroeg voor de jeugdopleiding van AS Roma. Bij die club wist hij niet meteen door te breken en in 2011 koos de verdediger voor een verhuurperiode bij Benevento. Daar speelde hij negentien wedstrijden en Benevento was voldoende overtuigd om een vooraf afgesproken clausule te betalen. Roma voorkwam een overgang door Benevento de diensten van Mattia Montini aan te bieden. In 2012 werd Frascatore verhuurd aan Sassuolo en een jaar later volgde Pescara. Tussen 2014 en 2017 werd de vleugelverdediger nog viermaal verhuurd, aan Reggina, Pistoiese, Reggiana en Lausanne-Sport.
Na afloop van deze laatste verhuurperiode vertrok Frascatore transfervrij bij Roma. Hierop trok Südtirol hem aan. Een jaar later verkaste de linksback naar Carpi. Frascatore speelde een halfjaar bij Carpi, voor hij bij Triestina ging spelen. Na periodes bij Padova en Ternana ging Frascatore medio 2021 voor Pescara spelen. Een jaar later werd Turris zijn nieuwe club. In januari 2024 verkaste Frascatore naar Avellino.

## Erelijst
| Serie B | 1 | 2012/13 |